# Österreichisches Sprachdiplom Deutsch
Das Österreichische Sprachdiplom Deutsch (ÖSD) oder der Verein Österreichisches Sprachdiplom Deutsch ist ein international anerkannter Anbieter von Deutschprüfungen im Bereich Deutsch als Fremd- und Zweitsprache.
Die Prüfungen des ÖSD sind unter anderem als Nachweis von Deutschkenntnissen für den Arbeitsmarkt, für Bildungseinrichtungen, oder Einbürgerungsverfahren nachgefragt. Sie werden auf allen sechs Niveaustufen des Gemeinsamen europäischen Referenzrahmens für Sprachen von A1 bis C2 angeboten und berücksichtigen die Standardvarietäten der deutschsprachigen Länder Deutschland, Österreich und Schweiz. Welches Deutschniveau bzw. ÖSD-Zertifikat als Voraussetzung für ein Studium in Österreich, Deutschland oder der Schweiz anerkannt wird, variiert je nach Universität und Studienfach. Jährlich legen mehr als 100.000 Kinder, Jugendliche und Erwachsene an rund 400 lizenzierten Prüfungszentren in circa 50 Ländern weltweit eine ÖSD-Prüfung ab.

## ÖSD-Prüfungen

### A1 / Elementare Sprachverwendung
Geprüft werden die Fertigkeiten Lesen, Hören, Schreiben und Sprechen. Der Schwerpunkt liegt im Bereich der rezeptiven Fertigkeiten Lesen und Hören.

### A2 / Elementare Sprachverwendung
Geprüft werden die Fertigkeiten Lesen, Hören, Schreiben und Sprechen, bei der Integrationsprüfung zusätzlich Werte- und Orientierungswissen. Der Schwerpunkt liegt im Bereich der rezeptiven Fertigkeiten Lesen und Hören.

### B1 / Selbständige Sprachverwendung
Geprüft werden die Fertigkeiten Lesen, Hören, Schreiben und Sprechen, bei der Integrationsprüfung zusätzlich Werte- und Orientierungswissen. Im Mittelpunkt steht die kommunikative Kompetenz, doch wird auch bereits auf formale Korrektheit geachtet.

### B2 / Selbständige Sprachverwendung
Im Mittelpunkt steht die kommunikative Kompetenz, doch wird auch bereits auf formale Korrektheit geachtet.

### C1 / Kompetente Sprachverwendung
Geprüft werden die Fertigkeiten Lesen, Hören, Schreiben und Sprechen. Die Teilnehmenden sollen fähig sein, in verschiedenen Situationen des gesellschaftlichen und beruflichen Lebens auch in komplexeren Zusammenhängen zu kommunizieren. Die sprachliche Kompetenz zeichnet sich durch einen hohen Grad an Korrektheit und situationsspezifischer Angemessenheit aus.

### C2 / Kompetente Sprachverwendung
Geprüft werden die Fertigkeiten Lesen, Hören, Schreiben und Sprechen. Die Teilnehmenden sollen fähig sein, in den unterschiedlichsten Situationen des gesellschaftlichen und beruflichen Lebens auch in komplexeren Zusammenhängen zu kommunizieren. Die sprachliche Kompetenz zeichnet sich durch ein sehr hohes Maß an Korrektheit und situationsspezifischer Angemessenheit aus.

## Grundprinzipien der ÖSD-Prüfungen
zu den Grundprinzipien der ÖSD-Prüfungen gehören:
1. Bezug zur Realität
Texte und Aufgabenstellungen sollen so weit wie möglich authentisch sein und realen Verwendungssituationen entsprechen. Die ausgewählten Situationen, in denen Sprachhandlungen stattfinden, sollen praxisrelevant und repräsentativ sein.
2. Testformate
Die Aufgabenstellungen sollen so angelegt sein, dass sie die Fähigkeiten der Prüfungsteilnehmenden möglichst direkt widerspiegeln. Wenn beispielsweise Hörverstehen überprüft wird, soll der Fokus auf dieser Kompetenz liegen, während andere Kompetenzen wie Schreibfertigkeit, Gedächtnisleistung oder mündliche Produktion weitestgehend nebensächlich sind. Beim Überprüfen der Kompetenzen im produktiven Bereich (Schreiben und Sprechen) sollen offenere Aufgabenformate eingesetzt werden.
3. Überprüfungsdomänen
Um ein möglichst umfassendes und differenziertes Bild von der Sprachkompetenz einer Person zu erhalten, wird jene in einzelne Teilbereiche aufgegliedert. Das ÖSD unterscheidet hier zwischen den einzelnen kommunikativen Fertigkeiten (Lesen, Hören, Schreiben, Sprechen) und den kommunikativen Fertigkeiten in ihrer Kombination (z. B. Hören und Sprechen: Konversation machen; Lesen und Schreiben: Korrespondieren). Grammatik- und Wortschatzkenntnisse sowie Aussprache und Orthografie werden als untergeordnete Bereiche der kommunikativen Kompetenz angesehen. Sie werden als solche nur implizit mitgeprüft und mitbewertet.
4. Bewertung
Offene Prüfungsformate und direktes Testen sollen hohe Anforderungen an Prüfende und Bewertende stellen. Präzise Bewertungsrichtlinien und -kriterien sowie eine fundierte Ausbildung der ÖSD-Prüfenden sollen eine zuverlässige Bewertung sicherstellen.

## Anerkennung von ÖSD-Prüfungen
ÖSD-Prüfungen werden weltweit zu unterschiedlichen Zwecken anerkannt.
Anerkennung der ÖSD-Prüfungen in Österreich
• Das ÖSD Zertifikat A1 und höherwertige Prüfungen des ÖSD (A2–C2) dienen als Nachweis von Deutschkenntnissen in Zusammenhang mit der Erteilung eines Aufenthaltstitels für Familienangehörige laut Niederlassungs- und Aufenthaltsgesetz „Familienzusammenführung“.
- Die ÖSD-Integrationsprüfung A2 dient der Erfüllung von Modul 1 der Integrationsvereinbarung gemäß Integrationsgesetz – IntG 2017 (binnen 2 Jahren ab erstmaliger Erteilung des Aufenthaltstitels)[6]
- Die ÖSD-Integrationsprüfung B1 dient der Erfüllung von Modul 2 der Integrationsvereinbarung gemäß Integrationsgesetz – IntG 2017.[7] Sie wird für den Erwerb der österreichischen Staatsbürgerschaft anerkannt.
- Als Nachweis von Deutschkenntnissen für die Zulassung zum Studium an österreichischen Universitäten dienen – je nach Universität unterschiedlich – ÖSD-Zertifikat B2, ÖSD Zertifikat C1 oder ÖSD Zertifikat C2.[8]
- ÖSD-Prüfungen werden zur Aufnahme an bestimmten berufsbildenden Institutionen (zum Beispiel Diplomatische Akademie, Caritas Ausbildungszentrum für Sozialberufe etc.) anerkannt.[9]

Anerkennung von ÖSD-Prüfungen in Deutschland, Südtirol (Italien) und der Schweiz
ÖSD-Prüfungen dienen als Nachweis der Deutschkenntnisse
- im Rahmen des Ehegattennachzugs (deutsches Zuwanderungsgesetz) zur Vorlage bei deutschen Auslandsvertretungen auf Weisung des Auswärtigen Amts,
- für die Einbürgerung in Deutschland,
- bei der Zulassung zum Studium an rund vierzig deutschen und Schweizer Universitäten sowie an der Universität Bozen in Südtirol, Italien.[11]

## Tätigkeit
Zu den Tätigkeiten des ÖSD zählen in diesem Zusammenhang die Ausbildung von Prüfenden, die Vergabe von Lizenzen an Prüfungszentren im In- und Ausland, die aktive Teilnahme am wissenschaftlichen Diskurs im DaF-/DaZ-Bereich und dessen Förderung sowie die Mitwirkung an der Weiterentwicklung international anerkannter Sprachtestformate.

### Mission
Das ÖSD will den aktiven Austausch mit Unternehmen und Institutionen der Bildungsbranche wie Sprachschulen, Universitäten und anderen Bildungseinrichtungen im In- und Ausland zur gemeinsamen Förderung der deutschen Sprache und Kultur suchen. Im Vordergrund soll die Vermittlung eines plurizentrischen Ansatzes in Bezug auf die deutsche Sprache stehen: Die drei Standardvarietäten des Deutschen sollen als gleichwertig betrachtet und in den ÖSD-Prüfungen berücksichtigt werden. Deutschlernende weltweit sollen damit auf die unterschiedlichen Sprachrealitäten in Österreich, der Schweiz und Deutschland vorbereitet werden.

### Organisation
Das ÖSD ist unter der Bezeichnung „Verein Österreichisches Sprachdiplom Deutsch“ („Verein ÖSD“) im Zentralen Vereinsregister Österreich eingetragen (ZVR-Zahl 699451984).
Mitglied sind viele Personen aus dem wissenschaftlichen, bildungsspezifischen und öffentlich-rechtlichen Bereich (Universitäten, Bildungseinrichtungen, Ministerien etc.). Die wissenschaftliche Leitung und Geschäftsführung hat Manuela Glaboniat inne. Als Aufsichts- und Beratungsorgan ist ein Kuratorium eingerichtet, ein wissenschaftlicher Beirat unterstützt das ÖSD.
Mitgliederversammlung:
In der Mitgliederversammlung des ÖSD befinden sich u. a. Vertreter
- für die Bundesministerien für Europäische und Internationale Angelegenheiten (BMEIA) und für Bildung, Wissenschaft und Forschung (BMBWF),
- für den Österreichischen Verband für Deutsch als Fremdsprache / Deutsch als Zweitsprache (ÖDaF)
- für verschiedene österreichischen Universitäten (Experten für Deutsch als Fremd-/Zweitsprache; Testtheorie, u. Ä.)
- für den Verband Österreichischer Volkshochschulen (VÖV) und
- für die Wiener Volkshochschulen
- für Campus Austria
- für den Österreichischen Austauschdienst (ÖAD)
- für die Österreichische Universitätskonferenz (uniko)
- für die Arbeiterkammer (AK)

Im Kuratorium des ÖSD befinden sich Vertreter
- für die Bundesministerien für Europäische und Internationale Angelegenheiten (BMEIA) und für Bildung, Wissenschaft und Forschung (BMBWF),
- für den Österreichischen Verband für Deutsch als Fremdsprache / Deutsch als Zweitsprache (ÖDaF)
- für verschiedene österreichischen Universitäten
- für den Verband Österreichischer Volkshochschulen (VÖV) und
- für den Österreichischen Austauschdienst (ÖAD)
- für die Österreichische Universitätskonferenz (uniko)

Wissenschaftlicher Beirat:
Im Wissenschaftlichen Beirat des ÖSD befinden sich Experten für Deutsch als Fremd-/Zweitsprache bzw. für Sprachtestforschung
- aus dem Österreichischen Bundesministerium für Bildung, Wissenschaft und Forschung (BMBWF),
- aus dem Österreichischen Verband für Deutsch als Fremdsprache / Deutsch als Zweitsprache (ÖDaF)
- von den Universitäten Wien, Graz und Klagenfurt
- von der Universität Fribourg / Schweiz

### Geschichte
Vorarbeiten zum ÖSD erfolgten seit 1992 auf Initiative des ÖDaF im Rahmen einer Arbeitsgruppe unter der Leitung von Robert Saxer / Universität Klagenfurt. 1994 wurde das ÖSD mit Unterstützung der damaligen österreichischen Bundesministerien für auswärtige Angelegenheiten (BMAA, heute: BMEIA), für Kunst und Kultur (BMUKK, heute: BMBWF) und für Wissenschaft und Forschung (BMWF, heute: BMBWF) als Projekt am DaF-Lehrstuhl der Universität Wien angesiedelt und unter der Leitung von Hans-Jürgen Krumm sowie der Beteiligung namhafter DaF-Experten weiterentwickelt. Offiziell wurde das ÖSD am  1. Dezember 1994 unter der wissenschaftlichen Leitung von Manuela Glaboniat gegründet.
Die ersten Prüfungstermine fanden 1995 an sieben lizenzierten Zentren statt. Mittlerweile legen weltweit rund 100.000 Personen jährlich an einem der rund 400 lizenzierten Prüfungszentren in über 50 Ländern eine ÖSD-Prüfung ab.

## Qualitätssicherung
ÖSD-Prüfungen werden regelmäßig qualitätsgeprüft. Um einen hohen Qualitätsstandard der ÖSD-Prüfungen zu gewährleisten, werden mehrere Maßnahmen gesetzt:

### Geprüfte Lizenzpartner
ÖSD-Prüfungen können nur jene Institutionen und Sprachschulen anbieten, die über eine gültige Lizenz des ÖSD verfügen und regelmäßig von der ÖSD-Prüfungszentrale geschult und qualitätsgeprüft werden.

### ÖSD-Prüferausbildung
ÖSD-Prüfungen werden ausschließlich von zertifizierten ÖSD-Prüfenden abgenommen. Die Ausbildung für ÖSD-Prüfende ist streng geregelt. U. a. werden Sprachkenntnisse auf muttersprachlichem Niveau in Deutsch sowie ein entsprechender Nachweis über Ausbildung und Unterrichtserfahrung im Bereich DaF/DaZ vorausgesetzt.

### ÖSD-Prüferschulungen
ÖSD-Prüfende nehmen an ÖSD-internen Schulungen teil und müssen ihre Prüferberechtigung regelmäßig erneuern.

### Regelmäßige Qualitätskontrollen
Regelmäßige Qualitätsprüfungen und -kontrollen bei den weltweiten Lizenzpartnern vor Ort stellen die Einhaltung der festgesetzten Standards sicher.

### Forschung und Entwicklung
Als Vollmitglied in der Association of Language Testers in Europe (ALTE) engagiert sich das ÖSD bei der Weiterentwicklung von Sprachtestformaten und beteiligt sich am wissenschaftlichen Austausch unter den derzeit 34 Mitgliedern durch regelmäßige Teilnahme an Fachtagungen und -kongressen.

## Auszeichnungen
1998 wurde das ÖSD durch die Europäische Kommission mit dem Europäischen Siegel für innovative Spracheninitiativen ausgezeichnet. Dieses Siegel zeichnet erfolgreiche und richtungsweisende Sprachenprojekte aus.

## Kooperationen
Das ÖSD ist seit Anbeginn an mehreren internationalen Projekten (Europarat) beteiligt: Als Mitherausgeber trägt das ÖSD zur Verbreitung des Gemeinsamen europäischen Referenzrahmens für Sprachen (GER) des Europarats sowie der Publikationen Mündlich und Profile deutsch bei. Projektbezogen arbeitet das ÖSD mit anderen Institutionen zusammen, z. B. mit dem Goethe-Institut und der Schweizer Universität Freiburg in der trinationalen Prüfungsentwicklung zum Zertifikat B1 oder mit der Wirtschaftskammer Österreich in Bezug auf die Entwicklung der Prüfung Zertifikat C2 / Wirtschaftssprache Deutsch. Darüber hinaus pflegt das ÖSD laufenden Austausch mit Wissenschaftlern aus dem DaF-/DaZ-Bereich und ist in internationale Projekte der Branche eingebunden. Das ÖSD ist Vollmitglied in der ALTE Association of Language Testers in Europe.